# Synedoida
Synedoida là một chi bướm đêm thuộc họ Erebidae.